# Polydoor Demonie
Polydoor  Eric Joseph Demonie (Aarsele, 18 september 1844 - Brugge, 7 april 1887) was een Belgisch advocaat, Brugs gemeenteraadslid en vriend van Guido Gezelle.

## Levensloop
Demonie was de jongste van de acht kinderen van Jean-François Demonie (1783-1851) en Rosalie Van den Driessche. Hij was pas een jaar oud toen zijn moeder overleed en zes toen zijn vader stierf. Hij trouwde met Leonie Van den Driessche en ze kregen negen kinderen. Hij promoveerde in 1870 tot doctor in de rechten en was van 1873 tot aan zijn dood advocaat in Brugge. In 1872 pleitte hij zijn eerste assisenzaak en in 1875 werd hij als curator aangesteld voor het faillissement van de burgemeester van Blankenberge, Leon Du Jardin. Hij werd ook plaatsvervangend rechter en lid van de toezichtraad van het Bedelaarswerkhuis.
Na 1875 begon de grote vervanging van liberale mandatarissen door katholieke, ingevolge de gemeenteverkiezingen waarbij de katholieke partij de meerderheid verwierf. In 1877 werd Demonie lid van het bestuur van de burgerlijke godshuizen, in vervanging van de liberaal en vrijmetselaar Alphonse Meynne (1839-1915). Hij werd vervolgens in oktober 1878 tot gemeenteraadslid verkozen. Samen met architect Karel Verschelde en dokter Eugène Van Steenkiste, vormde hij een trio van nieuwe raadsleden dat de grondwettelijke eed in het Nederlands aflegde. Hij werd een zeer actief raadslid, was het niet altijd eens met het schepencollege, maar werd niettemin door de liberalen beschouwd als een geduchte tegenstander. Vanaf februari 1886 circuleerden geruchten dat hij problemen had binnen de meerderheid en ontslag zou hebben genomen. Hij werd evenwel niet opgevolgd, zodat de vraag onbeantwoord bleef. Hij nam geen deel meer aan de zittingen van de gemeenteraad. Wel had hij blijkbaar hartproblemen, die ernstig werden en maakten dat hij op 7 april 1887 overleed, pas tweeënveertig geworden.
Van zijn vijf volwassen geworden kinderen, bleven twee dochters en een zoon als vrijgezellen het ouderlijk huis, Korte Riddersstraat 1, bewonen. Die zoon, Joseph Demonie (1879-1936), schreef zich in aan de Brugse balie en, hoewel hij weinig het beroep uitoefende, bleef hij advocaat tot aan zijn dood. Wel was hij vele jaren voorzitter van de Commissie voor gratis consultaties, de zogenaamde Pro Deo's. Hij was zeer populair bij de leden van de Jonge Balie, die hem als hun weldoener en beschermheer beschouwden.

## Guido Gezelle en Polydoor Demonie
Demonie werd leerling in het kleinseminarie in Roeselare en in 1858-1859 zat hij in de poësisklas bij Guido Gezelle.
Gezelle schreef voor hem:
- Mocht ik met een dichtje uw herte winnen (1859).
- 'k Wou da'k Polydor een dichtje (1860)
- Gelukkig kind(1860)
- Polydor, gij kind van Vlanderen (1860).

Polydor Demonie was een uitstekende leerling, in alle vakken de eerste. Na de proclamatie in juli 1960, net voor hij, na de retorica, het kleinseminarie zou verlaten, stuurde Gezelle hem enthousiaste felicitaties voor zijn uitstekend resultaat. Het gedicht luidde:
Polydor, gij kind van Vlanderen,
kind van God en kind van mij,
'k hoorde blijde boven d'anderen
uwen naam verkondigd zijn!
'k Hoorde blij en 'k sloeg de palmen
van mijn handen bei te zaam,
dat, in luide en luider galmen,
dook uw triumphante naam!
Wel en is 't niet, o gij weet het,
om den ijdelen klank alleen,
en den lof zoo gauw vergeten,
van de menschen: God alleen
wilt ge, en, verder in de bane,
die van dage u opensloeg,
nooit en zult ge aan andere vanen
als aan God uw palmen doen.
Neen! Met handen vol triomphe
boven 't hoofd "Hourah voor Hem" -
hoor 'k u roepen - is 't da 'k vocht en
dat ik overwinnaar ben.
Uit de woorden van Gezelle kan men afleiden dat hij wist of vermoedde dat Polydoor priester wilde worden en in het seminarie zou binnentreden. Dat het tien jaar duurde voor hij in 1870 doctor in de rechten werd, doet veronderstellen dat hij eerst een paar jaar seminarist was, maar uiteindelijk niet volhardde en rechtenstudies aanvatte. Beiden bleven alvast bevriend. Polydoor ging in Brugge in de Korte Riddersstraat wonen, de straat waar Gezelle verschillende jaren had gewoond.